# 블루덴츠역
블루덴츠역(독일어: Bahnhof Bludenz)은 오스트리아 포어아를베르크주의 블루덴츠군에 있는 블루덴츠 시를 운행한다. 1872년에 개장한 이 철도는 아를베르크 철도와 포어아를베르크 철도 사이의 교차점을 형성한다.
역은 또한 블루덴츠-슈룬스 철도의 종점이기도 하다. 오스트리아 연방 철도(ÖBB)가 소유 및 운영한다.

## 위치
블루덴츠역은 도시 중심부의 역광장에 위치해 있으며, Ill 강의 동쪽 제방에 있다. 역을 통과하는 노선은 강과 마찬가지로 이 지점에서 북서-남동 방향으로 흐른다.
역 건물은 노선의 북동쪽에 있으며 도심을 마주하고 있다. 다른 한편, 남서쪽 라인의 측면은 화물 야적장이다.

## 특징

### 역사
구 역 건물은 3축 평면으로 배치되어 있다. 건물의 3개 주요 부분은 처마가 서로 마주보도록 배치되어 있으며, 주행선과 평행하게 이어지는 구조로 연결되어 있다. 앞마당 쪽에서 이 구조를 따라 확장된 것은 최근에 건설된 대형 캐노피이다.
건물 내부에는 일반적인 역 시설과 별도로 철도 직원을 위한 사무실과 식당이 있다.

### 역 마당
블루덴츠에는 비정상적으로 광범위한 철도 시설이 있다. 역 마당은 약 200ha의 면적을 차지한다. 여객 교통의 경우 메인 플랫폼과 총 4개의 트랙이 있는 2개의 다른 플랫폼이 있다. 또한 2개의 그루브 사이딩이 마당의 북서쪽 끝에 있고 다른 하나는 남동쪽 끝에 있다. 마당 중앙에 통로가 있다.
북서쪽 코너에는 1995년에야 브레겐츠에서 완성된 두 번째 주행 라인이 도입된 이후 기관차와 철도 차량을 고정하기 위한 여러 트랙이 있다. 그 지점의 남쪽에는 10개의 트랙이 있는 새로운 동력 저장소가 있다.
화물 운송을 위해 8개의 사이딩이 제공된다.

## 리노베이션
12년간의 논의 끝에 블루덴츠 시는 2008년 9월 26일 역 지역을 개조하기로 결정했다. 리노베이션의 한 가지 효과는 역 근처의 개별 자동차 교통량이 크게 사라질 것이라는 것이다. 역 앞마당을 제외하고 북쪽에 있는 막사실을 개조하고 작업실을 재건했다. 이 프로젝트는 2011년에 완료될 예정이었다.

### 참고
1. ↑  “Gasalarm auf Bludenzer Bahnhofsgelände” [Gas alarm at Bludenz station yard]. 《vorarlberg orf.at》 (독일어). orf. 2010년 11월 23일.
2. ↑  Rünzler, Beat (1994). 〈Von der Auto-Manie zur Schizophrenie〉 [From Auto Mania to Schizophrenia]. 《Geschichte der österreichischen Bundesländer seit 1945》 [The History of the Austrian Federal States since 1945] (독일어) 4. Wien: Böhlau Verlag. 142 and 147쪽. ISBN 978-3-205-98790-1.

### 참고자료
- Beer, Lothar (1994). 《Die Geschichte der Bahnen in Vorarlberg》 [The History of the Railways in Vorarlberg] (독일어) 1. Hard, Austria: Hecht-Verlag. ISBN 3-85298-001-1.
- Beer, Lothar (1995). 《Die Geschichte der Bahnen in Vorarlberg》 [The History of the Railways in Vorarlberg] (독일어) 2. Hard, Austria: Hecht-Verlag. ISBN 3-85298-015-1.